# Kicker (revista esportiva)
Kicker é a principal revista de esportes da Alemanha e uma das principais do mundo, que foca principalmente no futebol. A revista foi fundada em 1920 pelo pioneiro do futebol alemão Walther Bensemann, e é publicada duas vezes por semana, geralmente às segundas e quintas-feiras. Em épocas anteriores, as edições de segunda-feira vendiam em média 240.000 exemplares, enquanto a edição de quinta-feira tem uma tiragem média de cerca de 220.000 exemplares. Hoje em dia, devido às plataformas digitais, o número de exemplares lidos é de 110.000. A Kicker foi uma das fundadoras da European Sports Magazines (ESM), uma associação de publicações de futebol.
A Kicker premia anualmente o maior artilheiro da Bundesliga com o prêmio Kicker Torjägerkanone (Prêmio de artilheiro da Kicker), que equivale ao Troféu Pichichi do futebol espanhol.
A revista também publica um almanaque, intitulado Kicker Fußball-Almanach. Foi publicado pela primeira vez de 1937 a 1942 e, em seguida, continuamente de 1959 até os dias de hoje. Eles também publicam um anuário (Kicker Fußball-Jahrbuch).

## História

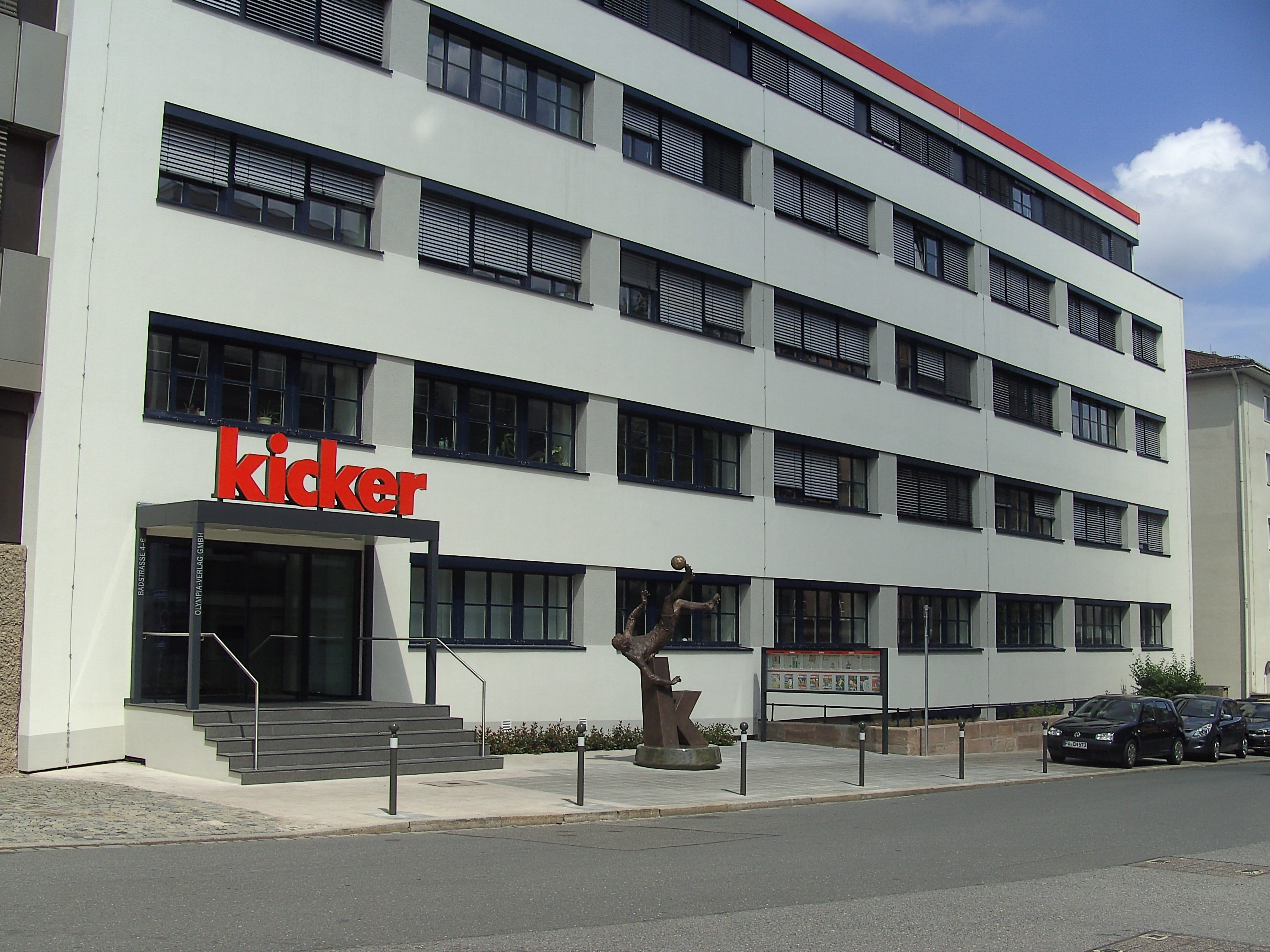
Sede da Kicker em Nuremberg, com uma estátua do "Kicker" em frente à entrada principal da empresa.

A Kicker iniciou suas atividades pela primeira vez em julho de 1920 em Konstanz, na Alemanha, fundada por Walther Bensemann. A sede da revista era originalmente em Stuttgart, mudandose posteriormente para a cidade de Nuremberg em 1926. Durante a Segunda Guerra Mundial, a revista se fundiu com a publicação Fußball e acabou sendo descontinuada no outono de 1944. Após a guerra, a revista foi publicada novamente (sob o nome de Sport) pela editora Olympia-Verlag recém-constituída. O ex-editor-chefe Friedebert Becker voltou a publicar Kicker em 1951 e, por vários anos, a Kicker e Sport apareceram ao mesmo tempo. Em 1966, a Kicker foi vendida para a Axel Springer AG. Em 1968, a Olympia-Verlag de Nuremberg adquiriu a Kicker e a fundiu com a Sportmagazin, que era publicada duas vezes por semana desde 1952. A primeira edição do recém-fundado Kicker-Sportmagazin foi lançado em 7 de outubro de 1968. Além das duas publicações semanais, a Kicker oferece uma edição digital, estabelecida em 2012. A versão online do kicker.de oferece um amplo ticker ao vivo para mais de 80 ligas internacionais diferentes. Uma versão móvel do kicker.de pode ser encontrada, entre outros, no portal móvel da T-Mobile, Vodafone, O2 e E-Plus . Além disso, a revista online possui três aplicativos na loja iTunes.

## Revista

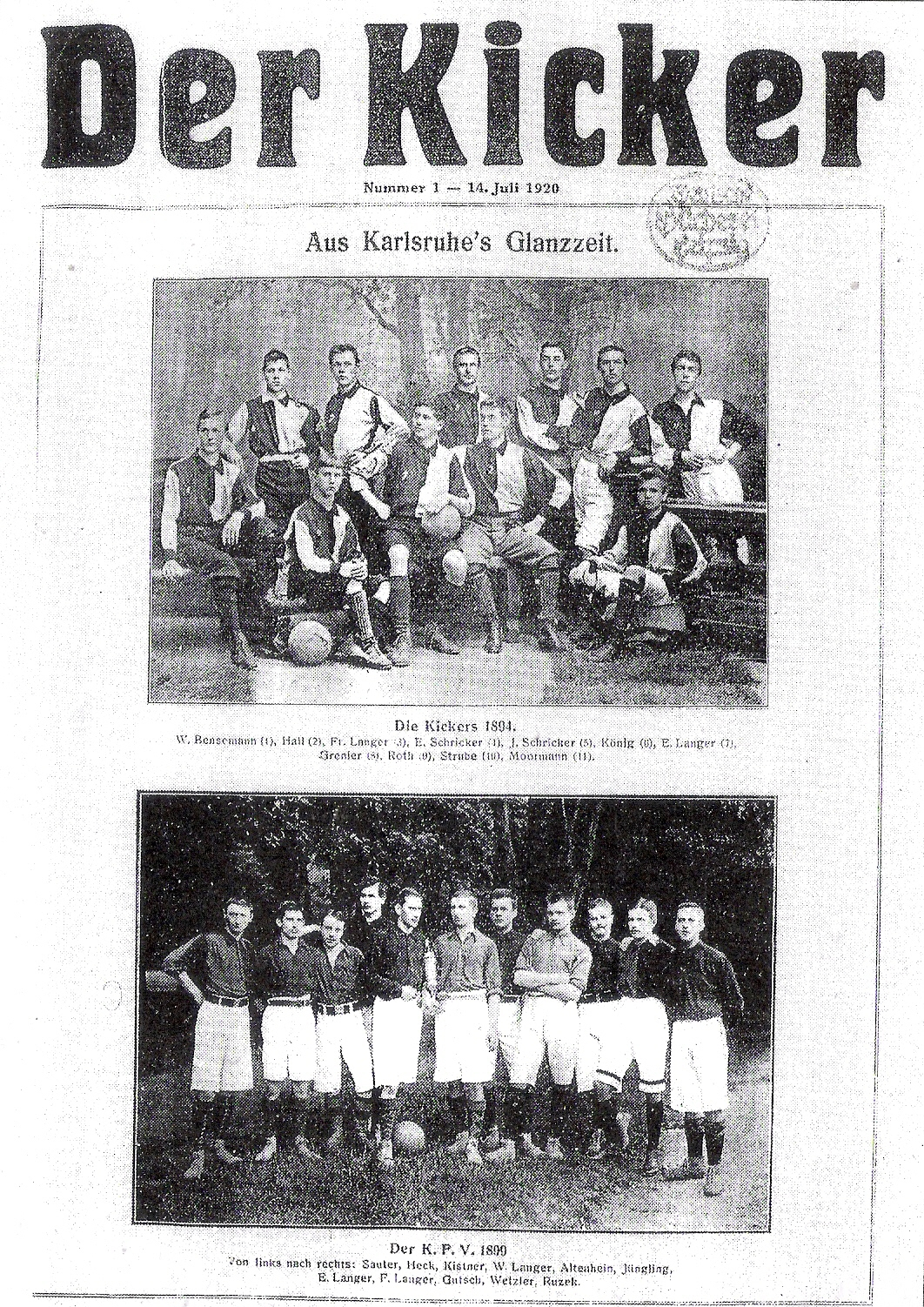
Primeira edição da revista,lançada em 14 de julho de 1920.

A versão moderna do Kicker cobre uma série de competições e eventos esportivos, incluindo:
- A Bundesliga, 2. Bundesliga, 3. Liga e Regionalliga
- O Copa da Alemanha
- Seleção alemã (futebol) e seleção feminina (futebol)
- Bundesliga Feminina Alemã
- Várias ligas e competições europeias, incluindo Premier League, La Liga, Serie A e Ligue 1
- Várias ligas internacionais de futebol
- Corrida de Fórmula 1
- Os Jogos Olímpicos
- eSports e videogames competitivos
- Vários outros eventos esportivos, dependendo das competições em andamento

## Kicker SportmagazinClube do Século
Em 1998, Kicker publicou uma lista dos melhores clubes de futebol do século XX. A lista foi baseada nas opiniões de ex-jogadores e treinadores (Lendas como Giovanni Trapattoni, Johan Cruyff, Udo Lattek, Just Fontaine etc. ) Cada um deles poderia citar sua escolha para as cinco maiores equipes e fornecer argumentos para apoiá-la. Nem todos eles se limitaram ao número de picaretas distribuído. Por exemplo, Johan Cruyff escolheu três times: Ajax, Milan e Dynamo Kyiv.
Os troféus de cada clube e os vencedores da Bola de Ouro são exibidos até 1999
| Classificação | Clube             | Troféus continentais                                                                     | Vencedores da Ballon d'Or                 | Troféus domésticos                                                |
| ------------- | ----------------- | ---------------------------------------------------------------------------------------- | ----------------------------------------- | ----------------------------------------------------------------- |
| 1             | Real Madrid       | 7x UEFA Champions League 2x Taça UEFA, Supertaça UEFA                                    | 2x Di Stéfano, Kopa                       | 27x La Liga, 17x Copa del Rey                                     |
| 2             | Ajax              | 4x UEFA Champions League, Taça das Taças UEFA Taça UEFA 2x Supertaça UEFA                | Cruyff                                    | 27x Eredivisie 14x KNVB Cup                                       |
| 3             | Milão             | 5x UEFA Champions League 2x Taça UEFA 3x Supertaça UEFA                                  | 3x Van Basten, Rivera, Gullit, Weah       | 16x Serie A 4x Coppa Italia                                       |
| 4             | Bayern de Munique | 3x UEFA Champions League Taça dos vencedores das Taças UEFA Taça UEFA SuperTaça Europeia | 2x Beckenbauer, 2x Rummenigge, G. Müller  | 15x campeões alemães 9x DFB Pokal                                 |
| 5             | Barcelona         | Liga dos Campeões da UEFA 4x Taça dos Vencedores das Taças UEFA 2x SuperTaça Europeia    | 2x Cruyff, Stoichkov, Rivaldo             | 16x La Liga 24x Copa del Rey                                      |
| 6             | Manchester United | 2x UEFA Champions League Taça dos Vencedores das Taças SuperTaça Europeia                | Law, Charlton, Best                       | 12x campeões ingleses FA Cup Taça da Liga                         |
| 7             | Benfica           | 2x UEFA Champions League                                                                 | Eusébio                                   | 30x Primeira Liga 26x Taça de Portugal                            |
| 8             | Dynamo Kyiv       | 2x Taça dos Vencedores das Taças SuperTaça Europeia                                      | Blokhin, Belanov                          | 13x Liga Principal da URSS 7x UPL 9x Copa URSS 4x Copa da Ucrânia |
| 9             | Juventus          | 2x UEFA Champions League Taça das Taças UEFA 3x Taça UEFA 2x Supertaça UEFA              | 3x Platini, Sivori, Rossi, Baggio, Zidane | 26x Serie A 9x Coppa Italia                                       |
| 10            | Inter de Milão    | 2x UEFA Champions League 3x Taça UEFA                                                    | Matthäus, Ronaldo                         | 13x Serie A 3x Coppa Italia                                       |

## Os maiores clubes(1863–2014)
Em 2014, a revista criou uma nova lista dos melhores clubes da história. Desta vez, foi formado com base nas opiniões dos editores da revista. A lista foi baseada em critérios como a história dos clubes, conquistas no cenário internacional, títulos conquistados e a carreira dos próprios jogadores. No Top 10, três times representaram a Alemanha.
| Classificação | Clube                    | Troféus continentais                                                                     | Vencedores da Ballon d'Or                                    | Troféus domésticos                                |
| ------------- | ------------------------ | ---------------------------------------------------------------------------------------- | ------------------------------------------------------------ | ------------------------------------------------- |
| 1             | Real Madrid              | 13x UEFA Champions League 2x Taça UEFA 4x Supertaça UEFA                                 | 4x C. Ronaldo, 2x Di Stéfano, Kopa, Figo, Ronaldo, Cannavaro | 33x La Liga 19x Copa del Rey                      |
| 2             | Bayern de Munique        | 6x UEFA Champions League Taça das Taças UEFA Taça UEFA SuperTaça Europeia                | 2x Beckenbauer, 2x Rummenigge, G. Müller                     | 28x campeões alemães 18x DFB-Pokal                |
| 3             | Manchester United        | 3x UEFA Champions League Taça dos vencedores das Taças UEFA Taça UEFA SuperTaça Europeia | Law, Charlton, Best, Cristiano Ronaldo                       | 20x campeões ingleses, 12x FA Cup 5x taça da liga |
| 4             | Liverpool                | 6x UEFA Champions League 3x Taça UEFA 3x Supertaça UEFA                                  | Owen                                                         | 19x campeões ingleses 7x FA Cup 8x Taça da Liga   |
| 5             | Barcelona                | 5x UEFA Champions League 4x Taça dos Vencedores das Taças UEFA 5x SuperTaça Europeia     | 6x Messi, 2x Cruyff, Stoichkov, Rivaldo, Ronaldinho          | 25x La Liga 30x Copa del Rey                      |
| 6             | Milão                    | 7x UEFA Champions League 2x Taça UEFA 5x Supertaça UEFA                                  | 3x Van Basten, Rivera, Gullit, George Weah, Shevchenko, Kaká | 18x Serie A 5x Coppa Italia                       |
| 7             | Juventus                 | 2x UEFA Champions League Taça das Taças UEFA 3x Taça UEFA 2x Supertaça UEFA              | 3x Platini, Sivori, Rossi, Baggio, Zidane, Nedvěd            | 34x Serie A 13x Coppa Italia                      |
| 8             | Boca Juniors             | 6x CONMEBOL Libertadores, 2x CONMEBOL Sudamericana 4x CONMEBOL Recopa                    | -                                                            | 33x PL argentino 12x copa argentina               |
| 9             | Hamburger SV             | Liga dos Campeões da UEFA , Taça dos vencedores das taças europeias                      | 2x Keegan                                                    | 6x campeões alemães 3x DFB-Pokal                  |
| 10            | Borussia Mönchengladbach | 2x Taça UEFA                                                                             | Simonsen                                                     | 5x Bundesliga 3x DFB-Pokal                        |